# フランソワ・デュヴァリエ
フランソワ・デュヴァリエ（フランス語: François Duvalier、1907年4月14日 - 1971年4月21日）は、ハイチの政治家。医師として名声を得て「パパ・ドク」という愛称で親しまれ、大衆的な人気を背景にして同国の大統領に当選するも就任後は独裁者となってブードゥー教を利用した個人崇拝を行い、民兵組織トントン・マクートで政敵を粛清し、およそ3万人のハイチ人が死亡したといわれ、それを逃れて亡命した知識人たちがハイチには戻ることはなかった。1964年から終身大統領となり、また、息子のジャン＝クロードにその地位を引き継がせ、親子で30年近くにも及んだ支配はデュヴァリエ王朝と呼ばれた。

## 概要
マルティニーク出身の黒人中産階級の家に生まれ、1934年にハイチ大学医学部を卒業。農村医療に従事したのち、1938年頃からブードゥー教を研究して数多くの民族学的著作を発表、アフリカ黒人の伝統を賛美する文化人として評価された。
1946年から1950年まで厚生相、労働相を歴任した。ハイチの政治が国民の多数派を占める黒人の庶民層と、少数派で権力を独占するムラートのエリート層の対立で混乱し、クーデターでの政権打倒が相次ぐ中、デュヴァリエは1957年の民政移管のための大統領選挙に出馬し、ムラートのエリート層に対抗してブラック・ナショナリズムを標榜して黒人層の支持を得て当選した。
大統領に就任した当初は、それまで抑圧されてきた土着的なブードゥー教の正統性を認め、国民福祉を重視する進歩的な政策を採り、ムラートのエリートが独占していた公職・要職を黒人に開放した。だが、徐々に独裁色を強めて軍の指導者を次々に失脚させ、軍を分断、教会から外国人司祭を追放してローマ・カトリック教会からは破門された（国民からは歓迎された）。後にバチカンと和解して不在の聖職者を任命する権限を与えられ自分の息のかかったハイチ人聖職者を任命し国内の教会を勢力下に置いた。また、秘密警察であるトントン・マクートを結成して社会の隅々まで潜入させ、反対派を全て非合法化して批判する人間を逮捕・処刑した。このため多くの知識人や技術者が欧米に亡命した。
そうしたなかでも自らに対する個人崇拝を強め、自分を黒魔術師と宣伝し、国民の前に現れるときにはブードゥー教の死神ゲーデ (Guede, Ghede)をイメージした黒装束の扮装で登場し、宗教を恐怖政治に利用した。1963年には憲法を停止し、翌1964年から終身大統領になりハイチに君臨する。ハイチ社会は汚職と収賄が横行し、支援を取り付けたアメリカの経済援助もデュヴァリエ一族とその部下の懐に納まり国営企業や輸入による利益すらデュヴァリエの私財となり、2000年時点でハイチの債務の40%はデュヴァリエ時代につくられた。国内はそれなりに安定はしていたものの経済は停滞して国民は貧困に苦しんだ。
こうした政治を国際社会から非難され、「反共の砦」と期待していたアメリカも援助を停止した。1971年1月に心臓病のために息子のジャン＝クロードを後継大統領に指名、4月に死亡した。
デュヴァリエの死後、息子のジャン＝クロードがわずか19歳で大統領となったが1986年に失脚し一族の独裁政治は終わりを告げた。
1984年に発行された1グールド紙幣にデュヴァリエの肖像が使用されていた。

## パパ・ドクの誕生

### 青年時代

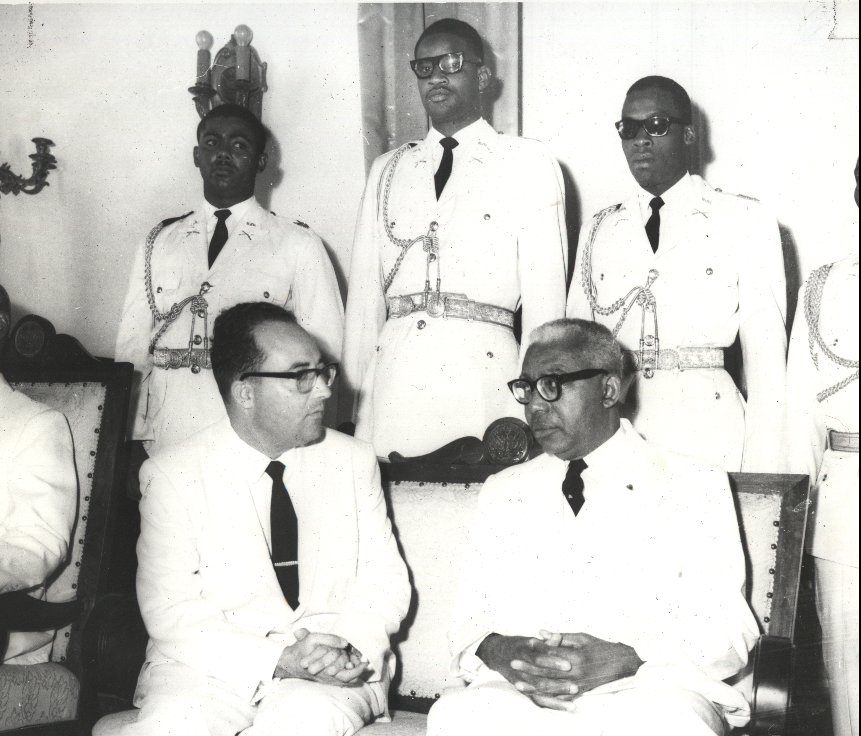
フランソワ・デュヴァリエとイスラエル大使のジョエル・バローミ（1963年）

治安判事であった父デュヴァル・デュヴァリエとパン職人であった母ウリシア・エイブラハムの間にポルトープランスで生まれた。実質的にデュヴァリエを養育したのはその叔母だった。1934年にハイチ大学の医学課程を修了し、医師として地方をまわり、ミシガン大学でも一年間、公衆衛生について学んでいる。1943年には、熱帯地方特有の伝染病の拡大を防ぐためにアメリカが進めていた運動に参加し、チフスやイチゴ腫、マラリアなどハイチの貧民たちを長年苦しめていた疫病に立ち向かった 。患者たちからは親しみをこめて「パパ・ドク」と呼ばれ、デュヴァリエも生涯にわたってこのあだ名を用い続けていた。
教育を受ける人間のほうが少ない国にあって、学校に通い読み書きができるようになるという幸運に恵まれたデュヴァリエは母国の惨状を目の当たりにする。アメリカ海兵隊によるハイチの侵略と占領（1915年）、それを招いた政治的混迷のもとでの絶え間ない暴力的な圧政は、若き日のデュヴァリエに強烈な記憶として刻みつけられた。そして大多数の貧しい黒人たちがもつ潜在的な政治を動かす力とごく僅かなムラートたちへの怒りに気づいてもいたデュヴァリエは黒人とムラートの階級闘争を説く民俗学者ロリマー・デニスに傾倒し、ハイチ人の作家であるジャン・プライス＝マルスが主導していたネグリチュード運動に身を投じる。また、ブードゥー教の民俗学的研究もその頃にはじめるが、後にそれはハイチに深い政治的分断をもたらすことになる。1938年には「グリオ(Les Griot)」誌の創刊者の一人となり、その翌年にはシモーヌ・オヴィドと結婚、オヴィドとのあいだに四人の子を儲けた。

### 政治家への道
1946年、大統領デュマルセ・エスティメと連帯していたデュヴァリエは、公共保健省の長官に任命され、1949年には労働相も兼任するようになる。しかしエスティメがマグロワール将軍らのクーデターによって追放されたために政府に居場所をなくし、1956年に大赦がおこなわれるまで身を隠すことを余儀なくされた。1956年12月、マグロワール将軍もまたハイチを追われ、暫定政府が立ち上げられた。翌年の9月22日に行われた大統領選挙にデュヴァリエは出馬する。対立候補は北部出身の大土地所有者であり産業資本家であったムラートのルイ・デ・ジョワイエであり、軍部の支持をえていた。選挙キャンペーンでデュヴァリエが採った作戦は、黒人主義的なポピュリズムであった。アフリカ系ハイチ人へ訴えかけるため、デ・ジョワイエを農村で暮らす黒人たちを苦しめるムラートの支配階級の一人だと位置づけ、その選ばれしムラートたちへ挑むという構図をつくりあげたのである。デュヴァリエは678,860もの票を集め選挙戦に勝利した。デ・ジョワイエは264,830票、無所属で立候補したジュメルは数パーセントの有権者の票を得ただけに過ぎなかった。ほかに黒人の労働者を代表する競合相手はダニエル・フィニョレぐらいしか見あたらず、都合のよいことにそのフィニョレが選挙の直前に亡命をせまられていたためか、このようなデュヴァリエの地滑り的勝利につながったのである。

## 大統領として

### 権力の掌握

デュヴァリエ政権下のハイチ国旗

10月22日に宣誓を終えて大統領に就任したデュヴァリエは、主立ったデ・ジョワイエの支持者たちを国外追放し、翌57年には新たな憲法を制定した。
文官や軍人の大多数を占める黒人たちは大統領の庇護のもと昇進を重ねていったが、1958年7月、かねてからデュヴァリエとは疎遠であった軍部が新たなクーデター（July 1958 Haitian coup d'état attempt）を起こす。しかしこの企ては失敗に終わり、デュヴァリエは幕僚長をより信頼のおける士官にすげ替えることでそれに報い、権力を保ち続けるため大統領親衛隊を精鋭化させることで軍のうちに自身の権力基盤をつくりあげていった。こうして当時の参謀幕僚全員が罷免され、かわりに大統領へ忠誠を誓う者が将校として引き立てられた。同じ年には三人の亡命ハイチ人と五人のアメリカ人がデュヴァリエ体制の転覆を試みている。そしてこうした侵略者たちはみな殺された。1959年、デュヴァリエは地方で政府への支持を拡大、強化するための民兵組織を創設した。これが国防義勇軍(MSVN)であり、クレオール語で悪鬼を意味する言葉にちなんでひろく「トントン・マクート」と呼ばれた。この「マクート」のメンバーは1961年ごろには常備軍の二倍にまで膨れあがり、正規の軍隊にまで昇格することはなかったとはいえ、単なる秘密警察だといえる規模ではなくなっていた。
またデュヴァリエはナショナリズムの名のもとにハイチ生まれでない司教のほとんどを国外追放してカトリック教会から破門されているが、その後の法王庁との交渉をへて1966年にはハイチで聖職者を任命する権利をえている。かくしてデュヴァリエがなしとげた変革は確かなものとなった。ハイチを支配していた少数の富めるムラートは、もはや軍部の支援も教会の庇護も受けることができなくなったからである。こうして、単なる先進的な活動家であったフランソワ・デュヴァリエは、ハイチにおける全権力を掌握する存在となったのである。

### 心臓発作とバルボ事件
1959年5月24日、デュヴァリエはインスリンの過剰摂取のため強い心臓発作に襲われた。彼は成人してまもなく糖尿病を患い、心臓病とそれにともなう循環系の問題も抱えていた。意識を失ったまま9時間あまりが過ぎたため、周囲は脳障害だと信じて疑わず、大統領の心に失調をもたらし偏執的な人間にかえてしまったのだと考えた。
回復するまでのあいだ実務は当時トントン・マクートのトップだったクレメンテ・バルボに命じられた。しかしデュヴァリエが健康をとりもどすと、バルボは大統領に取って代わろうとしたという罪で咎められ、そのまま投獄されてしまった。1963年4月に釈放されたバルボは、デュヴァリエの子供たちを誘拐して大統領を権力の座から引きずり下ろす計画をたてた。この企みは成功せず、バルボとその共謀者たちには大規模な捜索命令がだされた。同時にハイチ中の黒い犬を処刑せよという指令も下されている。デュヴァリエは彼らが自分たちの姿を黒犬に変えたという話を耳にしたのである。その後バルボは捕らえられ、1963年7月にトントン・マクートによって射殺された。べつの事件では、死刑にされた反逆者の頭が氷漬けにされて大統領のもとに運ばれている。デュヴァリエはそうすることで死者の魂との交話を試みたという。また取調室の壁にはデュヴァリエ用の覗き穴があけられており、職務を離れたときなど彼はそこから拷問され、硫酸のプールに沈められる受刑者を眺めていた。ときには部屋のなかで直接拷問の様子を窺うこともあったようである。
デュヴァリエのクローゼットにはかつてデュヴァリエを追い落とそうと画策していた政敵の首がおさめられていたことが伝わっている。

### 新たな憲法
1961年になるとデュヴァリエは57年に定められた憲法をないがしろにするようになる。まず二院制を廃止して一院制を導入し、ついで新たな大統領選挙を行った。立候補したのはデュヴァリエ一人だった。しかも任期は1963年までであり、憲法は再選を禁じていたにもかかわらずである。この選挙では悪趣味なまでの不正が行われ、公式発表によれば1,320,748名の有権者が大統領の任期延長に賛成であり、反対票は投じられなかった。「人民の意思に従います。私は革命論者であり、人民の意思を拒む権利など持ち合わせていないのですから」選挙結果をうけてデュヴァリエはこう宣言した。ラテンアメリカはいくつもの不正な選挙を経験してきたが、いままさにハイチで行われているものほど常軌を逸した例はなかった、というのがニューヨーク・タイムズ誌のコメントである。1964年6月14日に行われた「終身大統領」制度に関する憲法改正の国民投票ではさらに露骨な不正がまかりとおった。これまで七人のハイチ大統領が名乗ってきたこの肩書きに賛成する票は全体の99.9%というありえない数字に達した。すべての投票用紙にはあらかじめ「YES」のところに印がつけられていた。新たな憲法はデュヴァリエへ終身大統領、「君主」（と彼は呼ばれた）にふさわしいだけの絶対的な権力を認め、またその後継者を指名する権利も与えたのである。

## 外交
デュヴァリエとアメリカという問題は単純なものではなかった。アメリカがドミニカ共和国の独裁者のトルヒーヨ・モリーナと密な関係を築く一方で、ハイチという「貧しい黒人の国をなおざりにしている」とかつてのデュヴァリエはしばしば不平を鳴らしていた。また特にケネディ時代のアメリカ(1961-63)もハイチにおける圧政と独裁に頭を悩ませており、デュヴァリエが援助金やハイチの国家予算のかなりの部分を不正流用したり、派遣した海兵隊をトントン・マクートの訓練に利用していると非難していた。また1962年の中頃にはその使途についての明確な説明をデュヴァリエが拒んでいた経済支援をほぼ打ち切っている。そこでデュヴァリエはナショナリストとしての信条を強調し、公然とワシントン政府からの援助すべてを拒否することを宣言した。自分は「孤独ながら大国による専制に筋を通して反論する」のだと述べている。
デュヴァリエが不正流用した国際社会からの援助金は膨大な額にのぼり、アメリカによる年150万ドルの支援もその例に漏れず、デュヴァリエはその資金を個人口座へと移していた。外貨を獲得する手法はほかにもあり、たとえば外国債で利益をだしていた。キューバの大統領フルヘンシオ・バティスタを通じての400万米ドルもそれにあたる。
後にデュヴァリエが自分の呪いによるものだと自負したケネディの暗殺が1963年11月に起こると、アメリカはハイチへの圧力を緩めていった。デュヴァリエが共産主義に対する砦として有用である点について認めざるを得なくなったというのだった 。アメリカとキューバの緊張関係のあいだで巧みに立ち回り、その反共産主義者としての経歴やハイチの地理的重要性を強調したことで、デュヴァリエはアメリカの支援を取り付けた。
| 「 | コミュニストたちはすでにその感染経路を確保してしまった…アメリカが安全保障戦略をたてるうえでカリブ海ほど死活的に重要な地域は世界中のどこにもない…あの国を自立させるためには富という富を大量に注射する必要があり、それができるのは我らが偉大な、そして有能なる友人であり隣人アメリカだけなのだ | 」 |

個人的なつきあいもあったバティスタの専制はキューバ革命によって崩壊したため 、亡命ハイチ人が新天地を得ることを恐れていたデュヴァリエは、新政府を承認し、医療品を送ったり一部の政治犯に恩赦をおこなうなどしてカストロを味方につけようとした。しかしその甲斐もなく、キューバの新たな指導者は政権を握るやいなや反デュヴァリエを唱える人間にあらん限りの支援を与えはじめたのだった。キューバへの経済制裁について米州機構の会合で、ついで国連で禁輸への賛成票を投じたことでカストロの怒りを買っていた。キューバがハイチとの断交でもってそれに応じたため、デュヴァリエも国内から共産主義者を排除する運動を起こした。
隣国であるドミニカとハイチは常に緊張関係にあり、若き日のデュヴァリエはこの二つの国がまったくの別ものであることをつねに強調していた。1963年4月、両国の関係はデュヴァリエとドミニカの大統領フアン・ボシュの政治的対立から戦争状態のとば口に立ちかけた。ボシュは左派の民主主義者であり、亡命ハイチ人を受け入れ隣国の独裁政権を打倒するための支援を行っていたからだ。またデュヴァリエも、子供を誘拐しようとしたバルボの共謀者だと信じていた将校を逮捕するため、親衛隊にペチョンビルのドミニカ大使館を占拠させた。ボシュは激怒し、ハイチを侵略するという脅迫の言葉を公然と述べて、国境地帯へ軍を派遣した。しかし、ドミニカ軍のトップがそれに協力的ではなかったため、ボシュはハイチの侵略を諦め米州機構の仲裁に任せることとなった。
エチオピア皇帝のハイレ・セラシエ1世は1966年にハイチへの短期周遊をおこない、デュヴァリエの大統領在任中にハイチを訪れた唯一の国家元首となった。滞在中にジャン＝ジャック・デサリーヌの名を冠した勲章を受けたセラシエ1世はシバの女王をあしらった勲章を贈っている。デュヴァリエはセラシエ1世の掲げた汎アフリカ主義の実現を支援してもいる。

## 内政

### 粛正と追放
デュヴァリエが政権を握ってまもなく、ハイチは北半球で最悪の圧政がしかれている国のひとつだという告発がなされた。実際に国内で政敵に対してとられていた手法は粛正と追放であり、その犠牲者はおよそ30,000人にのぼるという推計がある。軍部内での反デュヴァリエ的な行為についてはとくに重く受け止められた。1967年、大統領宮そばに爆弾が投げ込まれそれが爆発するという事件が起こると、デュヴァリエは自身の親衛隊の士官19名の射殺を命じている。数日後に行われた大統領演説のなかで、デュヴァリエは殺された19人の名前が並んだ「出席簿」を読み上げていった。名前を呼ぶたびに「欠席」と続け、全員の点呼を終えると一言、「みな殺されました」と付け加えた。
ハイチ人のなかでも共産主義者とそれを疑われたものは特に、国内での圧政の酷さに疲弊しきっていた。デュヴァリエが彼らに的を絞ったのは、共産主義国家キューバに対する砦となることでアメリカの安全保障に協力するためだったが、同時にこの共産主義者の扱いはデュヴァリエ自身の信条によるものでもあった。共産主義や左派の思想に親しんだのは過去の話であり、いまやそれらに嫌悪感を覚えていたのである。1969年4月28日にはハイチから全共産主義者を排除するための法令が公布され、それの定めるところでは「共産主義者の活動は、それがどんな形をとったものであっても国家の安全保障を犯すという宣言である」とみなし、この法に触れたものはことごとく処刑された。

### 社会と経済
守旧派となったムラートにとってかわる新たなエリート層を自らの手でつくりあげるために、デュヴァリエは脅迫や弾圧をいとわず、そうした手段で得た富をデュヴァリエは部下と分けあった。企業からリベートや賄賂をうけとり、収奪をおこなう政府は腐敗がひとつのかたちをとったものであり、それは独裁者とデュヴァリエに忠誠を誓うものを富ませ、かつてのエリートたちに服従か死かを迫るだけの力をつけるにはじゅうぶんだった。
高度な教育を受けたハイチ人たちは、ニューヨークやマイアミ、フランス語の通じるモントリオール、パリ、アフリカ諸国へと列をなして逃げだし、もはや医者や教師はハイチから姿を消してしまっていた。こうした専門的な技能を身につけた知識人たちの中には国連の要職につき、コートジボワールやコンゴといった新たに独立した国々の発展をたすける仕事についたものもいた。だが当のハイチはいまだにこの頭脳流出から立ち直っていない。
デュヴァリエは農民から土地を取りあげ自らが組織した民兵たちに割り当てたが、それはそもそも表向きには彼らに給与というものが存在しなかったからであり、ふだんは恐喝などの犯罪で生活を成り立たせているような状況だった 。そして土地を奪われた農民も、その日暮らしができるだけのわずかな給金をえるため首都に流れ込み、同じような人々で巨大化したスラム街で仕事を探さねばならなかった。こうしてハイチでは栄養失調や飢餓が日常的なものになっていった。
しかしそれでもデュヴァリエはハイチで多数をしめる農村の黒人たちから絶大な支持をえていた。長年のあいだ支配階級にあったムラートに自分たちの声をぶつけてくれた闘士こそが大統領その人だという事実は彼らにとって変わらなかったのだ。独裁時代の14年間で富裕な中産階級の黒人たちが誕生しており、事実それはデュヴァリエが彼らの地位を引き上げた証左にほかならなかった。いまのトゥサン・ルーベルチュール空港もデュヴァリエが開発を進めたのである。

### 個人崇拝とブードゥー教
周囲の人間に個人崇拝を浸透させたデュヴァリエは、ハイチという島国を体現した存在であると宣言するにいたった。デュヴァリエは土着的なブードゥー教を事実上の国教のように蘇らせ、ついでそれを政教一致のように政治利用した。つまりブードゥー教の司祭「フーガン」としてである。こうして自身をより大きな何かとして前面に押し出すとともに、黒い山高帽をかぶり、蝶ネクタイの黒い燕尾服を着て自らをブードゥー教の死神ゲーデ (Guede, Ghede)と重ねあわせてもいる。ついには「パパ・ドクはロア、イエス・キリスト、神その人とともにある」といったプロパガンダをおこなうにいたったが、当時から非常に有名になったのが、椅子に腰かけるパパ・ドクの肩に手をかけて立つイエス・キリストという構図で、そこには次のようなキャプションがつけられていた。「私が選んだのは彼だよ」。主の祈りをデュヴァリエへその信奉者が行うバリアントまで存在した。

## パパ・ドクの死とその後継者
デュヴァリエは64歳の誕生日から7日後の1971年4月21日、糖尿病に起因する心臓病により死去した。後継の大統領には息子で当時19歳のジャン＝クロードが就任した。ジャン＝クロードは父親の愛称に合わせ、「ベベ・ドク」（Bébé Doc）と呼ばれた。

## 書籍と映画
ハイチの統治者であるデュヴァリエについて多くの本が書かれてきた。最も有名なものはグレアム・グリーンの小説「喜劇役者」だが、デュヴァリエ自身は「ただのいちジャーナリスト」が書いたものだといい、ことあるごとにけなしていた。この作品はのちに映画化され、グリーンは好ましくない人物としてハイチへの入国禁止を言い渡された。著名なイギリスのジャーナリスト、アラン・ホイッカーはデュヴァリエのドキュメンタリーを撮影し、愛車のメルセデス・ベンツ600に乗った大統領にインタビューする映像は有名になった。
デュヴァリエをテーマにした本でその確かさが認められた最初のものが、1969年に出版されたアル・バートとベルナルド・デイダーリッヒの「パパ・ドク：ハイチとその独裁者」であった。71年にデュヴァリエが亡くなるとそれについての本を書くハイチ人の学者や史家らが出始めるが、最も情報に富んだものが「死の迷宮」という本で、これはデュヴァリエがもちいた政敵を拷問し殺害するための牢獄の犠牲者たちを扱ったものである。

## 関連作品
- グレアム・グリーン『喜劇役者』（1966年）。田中西二郎訳、早川書房

1960年代にデュバリエ独裁政権時代のハイチを訪れた外国人の愛と冒険に満ちたサスペンス。『危険な旅路』（The Comedians）として1967年にエリザベス・テイラーとリチャード・バートンが出演してアメリカで映画化された。
ただしデュヴァリエはこの映画に激怒し、主演のテイラーとバートンにブードゥーの呪いをかけたと言われている。